# Jon Arvid Afzelius

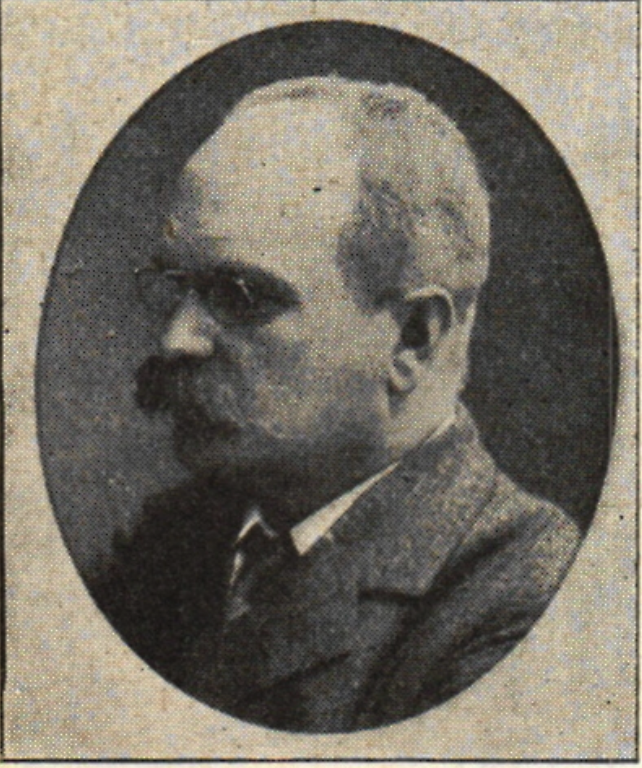
Jon Arvid Afzelius (1910)

Jon Arvid Afzelius (* 26. August 1856 in Västerås; † 7. Oktober 1918 in Göteborg) war ein schwedischer Lehrbuchverfasser, Enkel des Arvid August Afzelius. Er war zeitweilig verheiratet mit Davida Afzelius-Bohlin.

## Leben
Afzelius studierte in Uppsala, Göttingen und England. In Göttingen trat er 1880 dem Göttinger Wingolf bei. Anschließend fand er 1882 eine Anstellung am Göteborgs Handelsinstitut, wo er bis zu seinem Tod als Lehrer beschäftigt war. Afzelius wurde im Jahre 1916 Ehrendoktor der Philosophie an der Hochschule Göteborg. Er veröffentlichte mehrere Lehrbücher der englischen Sprache. Unter anderem entwickelte er neue Methoden zur phonetischen Aussprachebeschreibung.

## Werke
- Engelsk grammatik för skolor … Norstedt, Stockholm 1905, OCLC 320037694.
- Engelsk uttalsordbok. 1909.
- Svensk-engelsk synonymordbok. 1911.
- Engelsk handelskorrespondens för handelsskolor och självstudier. 17. Auflage. 1978, ISBN 91-24-13137-7.